# شکنجه بامبو

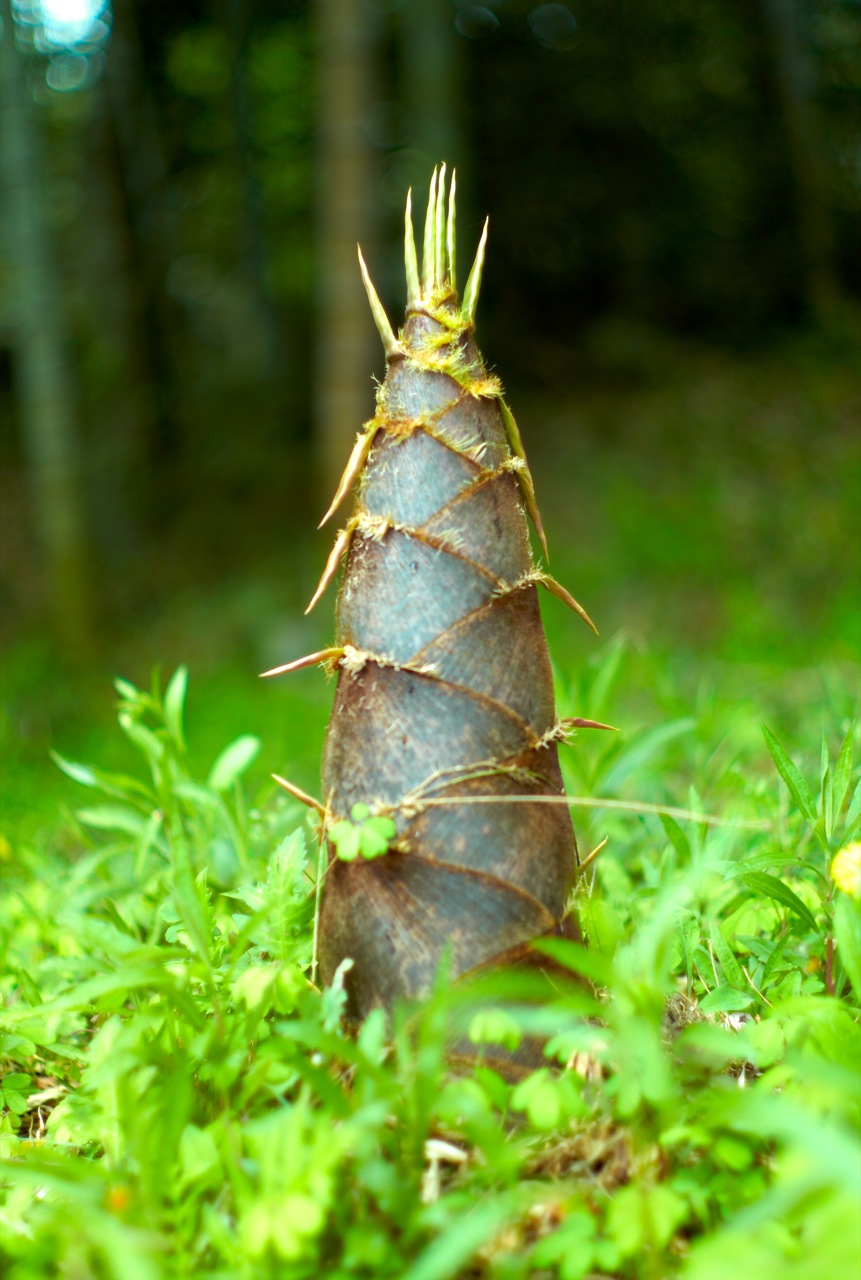
جوانه بامبو. برخی از گونه‌های بامبو می‌توانند در یک ساعت ۴ سانتی‌متر رشد کنند

شکنجه بامبو (به انگلیسی:Bamboo torture) یک گونه روش شکنجه و اعدام است که جوانه گیاه بامبو در بدن قربانی رشد می‌کند. شکنجه بامبو بیشتر در کشورهای آسیای شرقی و جنوب آسیا مانند چین، هند و به‌ویژه ژاپن متداول بوده است.

## استفاده‌های ثبت شده
یک «شهروند مَدراس» در توصیف سفر خود در دهه ۱۸۲۰ میلادی، شکنجه بامبو را یکی از مشهورترین روش‌های مجازات در سیلان یاد کرده است.
در قرن نوزدهم میلادی شکنجه بامبو توسط سیامی‌ها با چهارمیل کردن مردم مالایی و با استفاده از نخل نیپا در طول تهاجم سیام به کداح مورد استفاده قرارگرفت و در تاریخ ثبت شده است.
پس از جنگ جهانی دوم سربازان نیروی زمینی امپراتوری ژاپن متهم به استفاده تکنیک شکنجه بامبو بر روی سربازان اسیر نیروهای متفقین شده‌بودند و مردم معتقد بودند که ژاپنی‌ها اسیران جنگی را درست بالای جوانه بامبو با طناب بسته‌اند و جوانه تنها پس از چند روز با شاخه‌ای تیز از ابتدا بدن قربانی را سوراخ می‌کند و در نهایت از طرف دیگر بدن خارج می‌شود. شاعر و نویسنده چینی، وون پینگ چین در خاطرات خود در «Hakka Soul» (به فارسی: روح هاکا) از شکنجه بامبو نام برده است و این روش را یکی از شکنجه‌هایی یاد می‌کند که مردم محلی معتقد بودند ژاپنی‌ها روی اسیران جنگی انجام می‌دهند.
در سال ۲۰۰۸ میلادی مجری‌های برنامه افسانه‌زدایان شکنجه بامبو را در یک قسمت از برنامه مورد بررسی قرار دادند و دریافتند که یک شاخه بامبو در طول ۳ روز می‌تواند در چندین اینچ یک قالب ژلاتین بالستیک عبور کند. در این برنامه به دلایل علمی ژلاتین بالستیک به مانند و قابل مقایسه با گوشت انسانی بود، بنابراین این آزمایش گواهی بر صحت و عمل کردن این روش اعدام و شکنجه بود.